# 许璇
许璇（1876年—1934年），字叔玑，男，浙江瑞安人，中国农学家、农业教育家，中国农业经济学的先驱者。